# Cerisano
Cerisano è un comune italiano di 2 909 abitanti della provincia di Cosenza in Calabria.

## Geografia fisica
Posto ai piedi del Monte Cocuzzo (m 1541), domina la conca cosentina. Il profilo altimetrico del territorio è compreso tra 300 e 1239 metri s.l.m.(Monte Pietraferruggia), con il centro storico compreso tra 590 e 650 metri di altitudine.

## Storia
Secondo alcune ipotesi la località, fondata dagli Enotri, sarebbe stata conosciuta già dai Greci con il nome di Citerium, Citerion. Le prime testimonianze scritte risalgono al 1247 quando il paese risulta inserito nei registri della tassazione angioina insieme alla sua frazione Schiucchi. Nel periodo feudale Cerisano fu sotto la giurisdizione di vari signori, prima di Andrea Sersale e poi di Carluccio de Martino di Massa e di suo figlio Petrillo. Successivamente sotto il dominio di Luigi III d'Angiò ebbe un breve periodo di autonomia poi Cerisano fu prima proprietà dei De Matera e poi dei Sanseverino di Bisignano che trasformarono il paese in un avamposto militare. Nel 1489 Cerisano fu affidato al capitano regio Gaspare Firrao da Cosenza e poi a Bernardino de Marinis di Gragnano.
L'anno successivo Bernardino Sanseverino rientrò in possesso del centro. Nel 1519, con la morte di Bernardino, alla guida del paese successe il figlio Pierantonio che, dopo l'invasione francese, cercò, senza riuscirci, di difendere la città dall'attacco dell'esercito che marciava verso Cosenza. Cerisano venne quindi occupata per un breve periodo fino a quando l'esercito francese non venne sconfitto.
Nel 1528 il paese fu colpito da una carestia che uccise i due terzi della popolazione.
Nella seconda metà del XVI secolo iniziò la decadenza dei Sanseverino che vendettero Cerisano a Don Pietro Gonzales de Mendoza che affidò la sua amministrazione alla moglie Eleonora Sanseverino, signora della contea di Rende.
Nel 1572 il possesso del feudo passò a Valerio Telesio, fratello del filosofo Bernardino Telesio. Questi nel 1567 venne accusato di eresia, reato punito con la pena di morte, ma grazie all'aiuto del cardinale Guglielmo Sirleto scampò alla condanna. Venne comunque ucciso il 10 agosto 1579 nella chiesa di San Giovanni a Castelfranco (oggi chiamato Castrolibero). Il feudo venne ereditato quindi dal figlio Roberto, che contrasse ingenti debiti e nel 1583 fu costretto a vendere il feudo a Orazio Sersale che sposò Clarice Telesio, sorella di Roberto. Alla morte di Orazio nel 1594 il feudo passò al figlio Annibale che, dopo una richiesta formale all'autorità regia, ottenne il 25 novembre 1613 il titolo di duca di Cerisano. Dopo la sua morte il feudo passò al figlio, anch'esso chiamato Annibale al quale seguirono poi i fratelli Giulio e Geronimo.
Geronimo Sersale venne nominato principe e duca di Cerisano nel 1657, sposò Porzia Sanseverino di Calvera che nel matrimonio ebbe due gemelli: Orazio e Diego. Per stabilire chi dei due dovesse ereditare il feudo si decise che Orazio avrebbe ereditato i titoli con il consenso del fratello, quest'ultimo però avrebbe avuto diritto a ricevere la retta mensile.
Nel 1731 la situazione economica del paese, aggravatasi negli anni, fece sì che la Regia Udienza della Calabria Citra dispose d'ufficio l'affitto dei beni feudali di casa Sersale. Nel 1758 Domenico, altro figlio di Geronimo, affidò la proprietà al notaio Lorenzo Zupo che continuò ad amministrare Cerisano anche dopo la morte del principe. Per tutta la fine del Settecento e gran parte dell'Ottocento Cerisano rimase sotto l'amministrazione della famiglia Zupo.
Negli anni della seconda guerra mondiale, tra il 1940 e il 1943, Cerisano fu uno dei 14 comuni della Calabria designati dalle autorità fasciste ad accogliere profughi ebrei in internamento civile. Gli internati furono liberati con l'arrivo dell'esercito alleato nel settembre 1943.

## Monumenti e luoghi d'interesse
Il centro storico di Cerisano si sviluppa ai piedi del Palazzo Sersale e della piazza antistante, che domina in posizione acropolica tutto il borgo. Sorgono nel centro diverse chiese, tra le quali quelle di San Lorenzo Martire, Santo Patrono di Cerisano, di San Domenico, del Carmine, della Madonna degli Schiucchi,  e quella di S. Giovanni Battista nella località Santojanni.
Sono presenti anche monumenti di una certa rilevanza artistica e storica fra cui Palazzo Sersale, Palazzo e Villa Zupi.  

## Società

### Evoluzione demografica
Abitanti censiti

## Infrastrutture e trasporti
Il comune è interessato dalle seguenti direttrici stradali:

## Cultura
A fine Agosto e nei primi giorni di Settembre vi si svolge il Festival delle Serre (arrivato alla XXVII edizione) con varie sezioni dedicate al cinema, jazz, teatro, musica classica, arti visive ed incontri culturali.

## Amministrazione
| Periodo           | Periodo           | Primo cittadino          | Partito                           | Carica                  | Note |
| ----------------- | ----------------- | ------------------------ | --------------------------------- | ----------------------- | ---- |
| 6 giugno 1993     | 13 maggio 2001    | Francesco Carmelo Caputo | Partito Socialista Italiano       | sindaco                 |      |
| 13 maggio 2001    | 16 maggio 2011    | Franco Loris Greco       | Lista civica                      | sindaco                 |      |
| 16 maggio 2011    | 15 settembre 2015 | Salvatore Mancina        | lista civica “Cerisano al Centro” | sindaco                 |      |
| 15 settembre 2015 | 5 giugno 2016     | Eufemia Tarsia           |                                   | commissario prefettizio |      |
| 5 giugno 2016     | in carica         | Lucio Di Gioia           | Lista civica “Prima Cerisano”     | sindaco                 |      |